# Vejrø (Kattegat)
 Ikke at forveksle med Vejrø (Smålandsfarvandet).
Vejrø er en blot 0,5 km² stor ø i Kattegat, omtrent otte kilometer nordøst for Samsø. Øen er ikke beboet men er et væsentligt levested for mange dyr og planter, for ikke at nævne det rige fugleliv. Undersøgelser har påvist, at øen inden for de seneste år er skrumpet betydeligt, og at den stadig skrumper som følge af erodering og andre naturlige processer.
Vejrø blev i 1981 fredet sammen med de nærliggende Kyholm og Lindholm samt området omkring Stavns Fjord på østsiden af Samsø.
Øen er også en del af Natura 2000-område nr. 55 Stavns Fjord, Samsø Østerflak og Nordby Hede.